# Route of All Evil Tour
Route of All Evil Tour – wspólna trasa koncertowa Aerosmith i Mötley Crüe, w jej trakcie odbyło się czterdzieści dziewięć koncertów.

## Program koncertów

### Mötley Crüe
1. "Dr. Feelgood"
2. "Shout at the Devil' 97"
3. "Wild Side"
4. "Looks That Kill"
5. "Live Wire"
6. "Same Ol' Situation (S.O.S.)"
7. "Home Sweet Home"
8. "Don't Go Away Mad (Just Go Away)"
9. "Louder than Hell"
10. "Sick Love Song"
11. "Primal Scream"
12. "Girls, Girls, Girls"
13. Guitar Solo
14. "Kickstart My Heart"

### Aerosmith
1. "Toys in the Attic"
2. "Mama Kin"
3. "S.O.S. (Too Bad)"
4. "Cryin'"
5. "Pink"
6. "Baby, Please Don't Go"
7. "Stop Messin' Around"
8. "Seasons of Wither"
9. "Dream On"
10. "Lord of the Thighs"
11. "Eat the Rich"
12. "Sweet Emotion"
13. "Draw the Line"

Bisy:
1. "Love in an Elevator"
2. "Walk this Way"

## Lista koncertów
1. 5 września 2006 – Columbus, Ohio, USA – Germain Amphitheater
2. 7 września 2006 – Hartford, Connecticut, USA – New England Dodge Music Center
3. 9 września 2006 – Burgettstown, Pensylwania, USA – Post-Gazette Pavillion
4. 12 września 2006 – Corfu, Nowy Jork, USA – Darien Lake Performings Arts Center
5. 14 września 2006 – Holmdel, New Jersey, USA – PNC Bank Arts Center
6. 17 września 2006 – Wantagh, Nowy Jork, USA – Nikon at Jones Beach Amphitheater
7. 19 września 2006 – Wantagh, Nowy Jork, USA – Nikon at Jones Beach Amphitheater
8. 21 września 2006 – Charlotte, Karolina Północna, USA – Verizon Wireless Amphitheatre
9. 23 września 2006 – Camden, New Jersey, USA – Tweeter Center at the Waterfront
10. 26 września 2006 – Mansfield, Massachusetts, USA – Tweeter Center
11. 28 września 2006 – Mansfield, Massachusetts, USA – Tweeter Center
12. 30 września 2006 – Bristow, Wirginia, USA – Nissan Pavilion
13. 2 października 2006 – Toronto, Kanada – Air Canada Centre
14. 5 października 2006 – Tinley Park, Illinois, USA – First Midwest Bank Amphitheatre
15. 6 października 2006 – Maplewood, Minnesota, USA – Myth Nightclub (tylko Mötley Crüe)
16. 7 października 2006 – East Troy, Wisconsin, USA – Alpine Valley Music Theatre
17. 9 października 2006 – Cincinnati, Ohio, USA – Riverbend Music Theater
18. 11 października 2006 – Clarkston, Michigan, USA – DTE Energy Music Theatre
19. 13 października 2006 – Noblesville, Indiana, USA – Verizon Wireless Music Theatre
20. 14 października 2006 – Moline, Illinois, USA – MARK of the Quad Cities (tylko Mötley Crüe)
21. 15 października 2006 – Maryland Heights, Missouri, USA – UMB Bank Pavillion
22. 17 października 2006 – Bonner Springs, Kansas, USA – Verizon Wireless Amphitheatre
23. 19 października 2006 – Antioch, Tennessee, USA – Starwood Amphitheatre
24. 21 października 2006 – Virginia Beach, Wirginia, USA – Verizon Wireless Virginia Beach Amphitheatre
25. 23 października 2006 – Raleigh, Karolina Północna, USA – Alltel Pavilion at Walnut Creek
26. 2 listopada 2006 – Mountain View, Kalifornia, USA – Shoreline Amphitheatre
27. 4 listopada 2006 – Paradise, Nevada, USA – MGM Grand Garden Arena
28. 7 listopada 2006 – Los Angeles, Kalifornia, USA – Hollywood Bowl
29. 9 listopada 2006 – Chula Vista, Kalifornia, USA – Coors Amphitheatre
30. 11 listopada 2006 – Devore, Kalifornia, USA – Hyundai Pavillon
31. 13 listopada 2006 – Phoenix, Arizona, USA – Cricket Wireless Pavillon
32. 15 listopada 2006 – Dallas, Teksas, USA – Smirnoff Music Centre
33. 17 listopada 2006 – Selma, Teksas, USA – Verizon Wireless Amphitheatre
34. 19 listopada 2006 – The Woodlands, Teksas, USA – Cynthia Woods Michelle Pavillon
35. 21 listopada 2006 – Myrtle Beach, Karolina Południowa, USA – House of Blues (tylko Mötley Crüe)
36. 22 listopada 2006 – Tampa, Floryda, USA – Ford Amphitheatre
37. 24 listopada 2006 – West Palm Beach, Floryda, USA – Sound Advice Amphitheatre
38. 26 listopada 2006 – San Juan, Portoryko – Coliseo de Puerto Rico (tylko Aerosmith)
39. 29 listopada 2006 – Uncasville, Connecticut, USA – Mohegan Sun Arena (tylko Aerosmith)
40. 1 grudnia 2006 – Detroit, Michigan, USA – Joe Louis Arena (tylko Aerosmith)
41. 4 grudnia 2006 – London, Ontario, Kanada – John Labatt Centre (tylko Mötley Crüe)
42. 5 grudnia 2006 – Montreal, Quebec, Kanada – Bell Centre
43. 6 grudnia 2006 – Sault Ste. Marie, Ontario, Kanada – Steelback Centre (tylko Mötley Crüe)
44. 7 grudnia 2006 – Minneapolis, Minnesota, USA – Target Center
45. 9 grudnia 2006 – Edmonton, Alberta, Kanada – Rexall Place
46. 11 grudnia 2006 – Calgary, Alberta, Kanada – Pengrowth Saddledome
47. 13 grudnia 2006 – Vancouver, Kolumbia Brytyjska, Kanada – GM Place
48. 15 grudnia 2006 – Reno, Nevada, USA – Reno Events Center (tylko Aerosmith)
49. 17 grudnia 2006 - Sacramento, Kalifornia, USA - ARCO Arena (tylko Aerosmith)

## Źródła
- www.aerosmithtemple.com